# Chelodina canni
Chelodina canni is een schildpad uit de familie slangenhalsschildpadden (Chelidae).

## Naam en indeling
De wetenschappelijke naam van de soort werd voor het eerst voorgesteld door William Patrick McCord en Scott A. Thomson in 2002. Later werd de wetenschappelijke naam Chelodina rankini gebruikt. De soortaanduiding canni is een eerbetoon aan John Cann, een Australiër die veel onderzoek naar schildpadden heeft gedaan.

## Uiterlijke kenmerken
Chelodina canni is een middelgrote soort die een schildlengte bereikt van maximaal 24 centimeter. Mannetjes blijven echter kleiner tot ongeveer 17 cm. Het schild heeft een ovale vorm dat aan de voorzijde wat is verlengd, het schild heeft een lengtekiel op het midden. Het buikschild of plastron is geel van kleur en heeft bruine vlekken die soms roodbruin zijn. Jongere dieren hebben een oranje kleur aan de keel, de nek en het buikschild. Het buikschild is breder aan de achterzijde, in tegenstelling tot verwante soorten uit het geslacht Chelodina. Aan de voorpoten zijn vier geklauwde vingers aanwezig. De schildpad is in het bezit van muskusklieren die een stinkende vloeistof uitscheiden bij verstoring.

## Levenswijze
De vrouwtjes zetten voor zover bekend zeventien tot 21 eieren af die na ongeveer 2,5 tot 3,5 maanden uitkomen. Over de levenswijze is verder weinig bekend omdat de schildpad relatief kort geleden is beschreven. Het is waarschijnlijk een carnivoor die leeft van verschillende waterdieren, zoals bekend is van verwante soorten.

## Verspreiding en habitat
De schildpad komt endemisch voor in Australië, en alleen in de staat Noordelijk Territorium. Chelodina canni leeft in en rond de Roper River. De habitat bestaat uit zoete wateren, er is een voorkeur voor moerassen en lagunes.